# Anoploderomorpha curta
Anoploderomorpha curta es una especie de escarabajo longicornio del género Anoploderomorpha, tribu Lepturini, subfamilia Lepturinae. Fue descrita científicamente por Holzschuh en 2009.
El período de vuelo de la especie se presenta durante el mes de mayo.

## Descripción
Mide 13,8 milímetros de longitud.

## Distribución
Se distribuye por Laos.